# Lewon Oganessowitsch Akopjan
Lewon Oganessowitsch Akopjan (russisch Левон Оганесович Акопян, wiss. Transliteration Levon Oganesovič Akopjan; * 7. November 1944 in Teheran, Iran; † 28. oder 29. August 2018) war ein russischer Handballtrainer, der in der höchsten russischen Spielklasse tätig war.

## Karriere

### Vereinstrainer
Akopjan war zwischen 1972 und 1997 als Handballtrainer an einer regionalen Sportschule in Wolgograd tätig. In diesem Zeitraum betreute er ebenfalls Mannschaften von den Vereinen Burewestnik, Uroschai, Meliorator und Rotor. Im Jahr 1997 übernahm er den russischen Erstligisten Akwa Wolgograd, der sich während seiner Amtszeit in GK Dynamo Wolgograd umbenannte. Unter seiner Leitung gewann die Damenmannschaft von Dynamo sechs russische Meisterschaften und einmal den EHF-Pokal. Im Jahr 2011 beendete er seine Trainertätigkeit bei GK Dynamo Wolgograd. Im Juli 2013 übernahm er das Traineramt vom russischen Erstligisten GK Lada Toljatti. Lada errang im Jahr 2014 den EHF-Pokal.

### Auswahltrainer
Akopjan trainierte von 1993 bis 2003 die russische Juniorinnennationalmannschaft, die unter seiner Leitung im Jahr 1993 die U-20-Weltmeisterschaft gewann. In den Jahren 1995 und 1996 trainierte er zusätzlich die russische Nationalmannschaft. Bei der Universiade 2015 in Gwangju betreute er die russische Studentenauswahl, die die Goldmedaille gewann. Im selben Jahr gehörte Akopjan für ein Jahr nochmals dem Trainerstab der russischen Nationalmannschaft an. In diesem Zeitraum gewann die russische Auswahl die olympische Goldmedaille. Im darauffolgenden Jahr wurde ihm der Verdienstorden für das Vaterland verliehen.

## Sonstiges
Seine Schwiegertochter Olga Akopjan lief für die russische Handballnationalmannschaft auf.